# Норберт Гланцберг

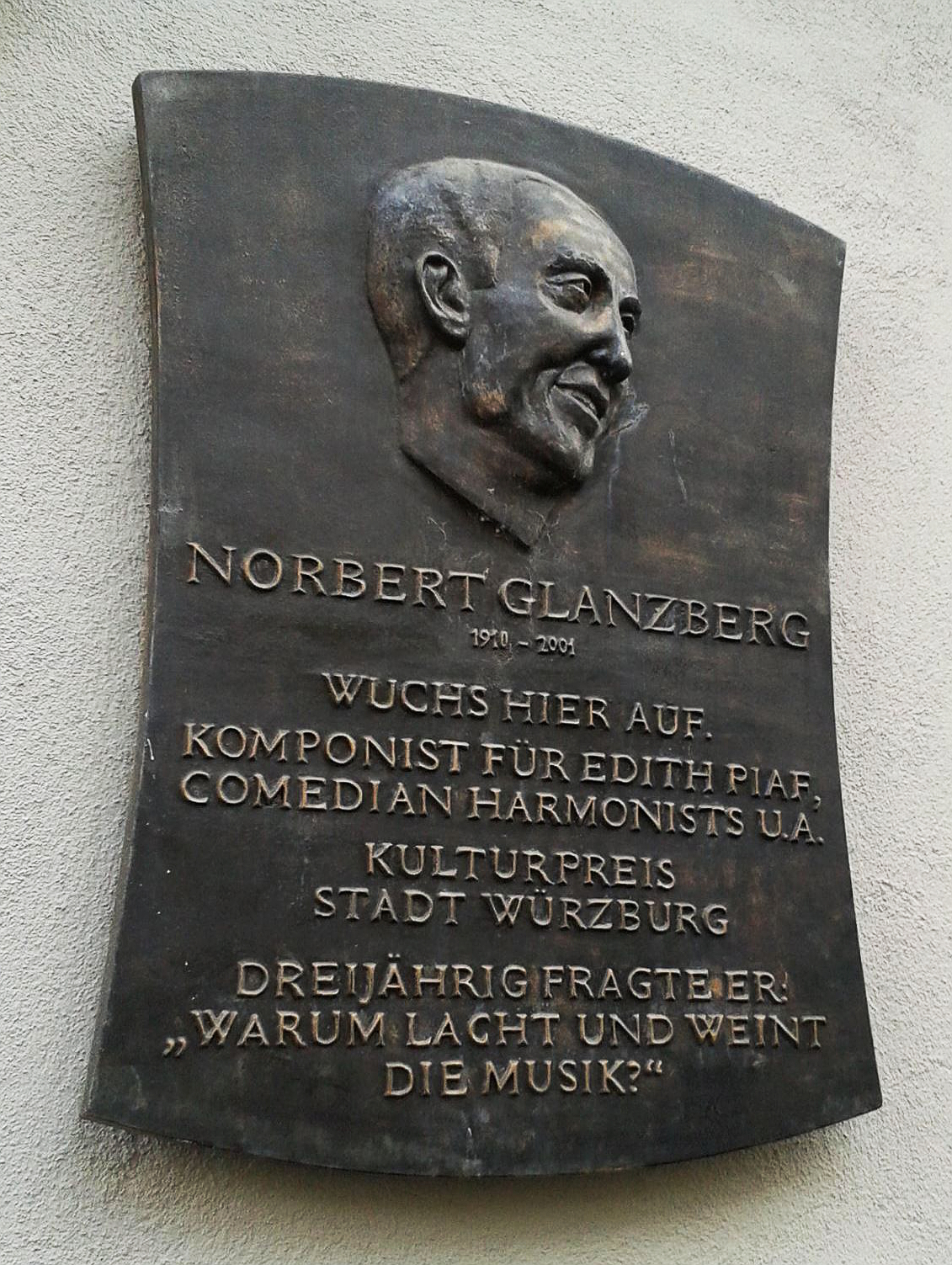
Меморіальна дошка в місті Вюрцбург (Баварія) на будинку 6 по вулиці Wolfhartsgasse, де Натан Гланцберг жив в дитинстві і юності до від'їзду в Аахен.

Норбéр Гланцберг — (фр. Norbert Glanzberg; 12 жовтня 1910, Рогатин — 25 лютого 2001, Париж) — французький композитор, походженням з території сучасної України, який писав легку інструментальну музику для кіно і прославився як автор відомих пісень Едіт Піаф.

## Біографія
Натан Гланцберг народився 12 жовтня 1910 року в місті Рогатині, що знаходився тоді на території королівства Галичини і Лодомерії у складі Австро-Угорської імперії, в єврейській родині дрібного торговця Шмуеля Гланцберга. У 1911 році сім'я емігрувала до Німеччини, в місто Вюрцбург у Баварії. Відразу ж після переїзду Натана стали називати Норбер.
У 1914 році в житті майбутнього музиканта відбулося кілька важливих подій: народилася сестра Лізель, почалася Перша світова війна, батька призвали служити санітаром і, найголовніше, мати Норбера, вірила в талант свого сина більше всіх, придбала для сина піаніно.

### Початок музичної кар'єри
У 1924 році, ще 14-річним, Норбер почав відвідувати Вюрцбурзьку консерваторію і відразу ж уславився «божественно талановитим». Композиції навчався в класі професора Германа Цильхера, директора консерваторії і засновника найстарішого в Німеччині та одного з перших у Європі вюрцбурзького моцартівського фестивалю.
У 1927 році Норбер кидає школу і починає працювати концертмейстером в театрі. З нагоди йому вдалося диригувати кількома операми і навіть керувати постановкою «Тригрошової опери» Брехта.
У 1929 році, в розпал Великої депресії, Норбер вирушає до Аахена, де акомпанує і диригує для балетної трупи і вистав. Але перший успіх приходить до нього в берлінському театрі-вар'єте «Адміралспаласт», де готувалася нова постановка «Королева чардашу» Імре Кальмана. Коли балерина, що запросила Норбера акомпанувати їй, закінчила свій номер, маестро Кальман вийшов на сцену і особисто запросив піаніста залишитися в театрі:
«Де ви працюєте?» — запитав Кальман піаніста. — «Я концертмейстер в Аахенському театрі». — «Скільки ви заробляєте?» — «150 марок у місяць». — «Якщо залишитеся тут, отримаєте 350».
Одночасно з роботою в театрі Норбер пише музику для перших звукових фільмів, що знімалися на берлінській кіностудії УВА. Для фільму режисера Біллі Уайдера «Фальшивий чоловік» Гланцберг склав заголовну пісню, яка стала хітом сезону. Газети писали: «Новачка звуть Норбер Гланцберг. Його ритми спокусливі, а композиції захоплюють, як найкращі творіння Фрідріха Холландера. Він пише легко і невимушено, буквально однією лівою».
Незабаром кіностудія УФА перестала співпрацювати з євреями. 15 липня 1932 року журнал «Німецький фільм» написав про те, що композитори УФА — суцільно євреї, а німецьку літературу і кіно повинні створювати тільки люди, «які відчувають по-німецьки». Тодішній гауляйтер Берліна Йозеф Геббельс виступив з цього питання, згадавши конкретно Гланцберга: «Цей маленький галицький єврей Гланцберг злизує у молодих світловолосих композиторів масло з хліба».
Цькування посилювалася, і одного разу по дорозі додому Гланцберга попередили, що за ним прийшли з гестапо. Так музикант в 1933 році емігрував у Францію і, попри запрошення вирушити до США, вирішив затриматися в Парижі, щоб бути ближче до батьків і сестри, що залишилися в Вюрцбурзі. Місто Рогатин в той період належало Польщі і його, уродженця цього міста, зареєстрували як поляка.
Після декількох невдалих спроб знайти роботу Гланцберг взяв напрокат акордеон і став грати у дворах і столових за їжу. Потім влаштувався піаністом у єврейський театр і керував невеликим ансамблем: акордеон, контрабас, він сам — за роялем. Гітаристом в ансамблі був легендарний циган Джанго Рейнхардт, автор «Мінорного свінгу». Так поступово Гланцберг ввібрав стиль французької легкої музики. Одного разу ансамблю Гланцберга довелося акомпанувати Едіт Піаф, яку ще ніхто не знав.

### Друга світова війна
6 вересня 1939 року, через 5 днів після нападу Гітлера на Францію, Норбера призвали в піхотні частини польської Армії у вигнанні під проводом маршала Сікорського, яка входила до складу французької армії. Опинившись серед не дуже доброзичливих польських солдатів, Гланцберг дезертирував, пройшов 200 км до Марселя і знайшов притулок в центрі для біженців.
У марсельських кафе Гланцберг відразу ж зустрів своїх колишніх колег і познайомився з багатьма знаменитостями: Фернанделем, Тіно Россі, Морісом Шевальє. На початку жовтня 1941 року в Марселі він зустрів стару знайому, яка стала зіркою — до того часу вже кожен у Франції знав ім'я Едіт Піаф. Співачку чекали нові гастролі — «горобець із Парижа» збирався «облетіти» Південну Францію, не окуповану фашистами зону. Гланцберг згадував: «Вона шукала піаніста і вирішила взяти мене».

## Фільмографія
- 1931 : «Der falsche Ehemann» (фр.)
- 1931 : «On préfère l huile de foie de morue» (фр.)
- 1938 : «La Goualeuse» (фр.)
- 1948 : «Neuf garçons, un cœur» (фр.)
- 1949 : «Valse brillante» (фр.)
- 1951 : «Les Deux Monsieur de Madame» (фр.)
- 1952 : «Le Costaud des Batignolles» (фр.)
- 1952 : «C' est arrivé à Paris» (фр.)
- 1953 : «Quitte ou double»
- 1953 : «Mon frangin du Sénégal» / «Мій братик з Сенегалу»
- 1954 : «La Rage au corps»
- 1954 : «Ma petite folie»
- 1954 : «Les Corsaires du bois de Boulogne» / «Корсари Булонського лісу»
- 1955 : «Chantage»
- 1955 : «La Lumière d'en face» (фр.) / «Вуличне світло»
- 1956 : «La Sorcière» (фр.) / «Чаклунка»
- 1956 : «La mariée est trop belle» (фр.) / «Наречена занадто гарна»
- 1956 : «Michel Strogoff» (фр.)
- 1957 : «Quand vient l'amour» (фр.)
- 1958 : «Mon oncle» (укр.) / «Мій дядечко»
- 1958 : «La Moucharde» (фр.)
- 1959 : «Les Bateliers de la Volga» (фр.)
- 1960 : «La Française et l'amour» (фр.) / «Француженка і любов» («Скетч „Зрада“»)
- 1968 : «Le Bal des voyous» (фр.)

## Композиції
- Смерть — господар над Німеччиною: Антологія віршів жертв нацизму (назву взято з рядка поезії Пауля Целана «Фуга смерті»)
- Пісні Голокосту : 9 пісень для баритона і фортепіано (1983) на вірші, натхненні концентраційними таборами. Виконувалися на концерті у Вюрцбурзі з Ханною Шигуллою в 1998 році.
  - Транспорт (Геррі Спіес)
  - Здійснити поїздку (Райнер Кірш)
  - Остання (Гершон Штерн)
  - Один випадок говорить (Ільзе Вебер)
  - Найкраще місце у Відні (Франц Верфель)
  - Балада про єврейську повію (Бертольд Брехт)
- Пісні Голокосту: 11 пісень для мецо-сопрано та фортепіано або оркестру (1984)
- Концерт для двох фортепіано (1985)